# Pupi Avati
Pupi Avati (Giuseppe Avati) (Bologna, 1938. november 3. –) olasz filmrendező, producer, forgatókönyvíró.

## Életpályája
Egyetemi tanulmányait a Firenzei Egyetemen végezte el, ahol szociológiát és gyógyszerészetet tanult. 1956-1964 között a Rheno Dixieland Band dzsesszklarinétosaként Európában vendégszerepelt. 1964-ben Emilia-Romagnában a Findus Surgelati cég kereskedelmi igazgatója, a bolognai Duse Színház rendezője lett. 1967 óta filmrendező. Első két filmje 1968-ban és 1969-ben készült el. 1975-ben A báró mazurkája című filmet Ugo Tognazzi-val együtt készítették el. 1976-ban Antonio Avatival és Gianni Minervini (producer)Gianni Minervinivel megalapította az AMA Film céget. Még ugyanebben az évben nagy sikert aratott A nevető ablakos ház című filmmel. 1994-ben a Cannes-i Filmfesztivál zsűritagja volt. 1989-ben a Velencei Filmfesztivál zsűrizője volt. 2002 óta a Cinecitta stúdiók igazgatója.

## Filmjei

### Forgatókönyvíróként
- Balsamus, a Sátán embere (1970) (rendező is)
- Thomas, az ördöngősök (1970) (rendező is)
- A báró mazurkája (1975) (rendező is)
- Bordély (1976) (rendező is)
- A nevető ablakos ház (1976) (rendező is)
- Mindenki elhunyt, kivéve a holtakat (1977) (rendező is)
- Dzsesszegyüttes (1978) (rendező is)
- Hullócsillagok (1979) (rendező is)
- Mozi!!! (1979) (rendező is)
- Segíts álmodozni! (1981) (rendező is)
- Táncparadicsom (1982) (rendező is)
- Mit csinálsz, nevetsz? (1982)
- Zeder (1983) (rendező is)
- Egy kirándulás képei (1983) (rendező is)
- Banktisztviselők (1984) (rendező is)
- Mi hárman (1984) (rendező is)
- Az ünnepség (1985) (rendező is)
- Karácsonyi ajándék (1986) (rendező is)
- Menyasszonyok vonata (1987) (rendező és producer is)
- Az utolsó perc (1987) (rendező is)
- Fiatalok voltak (1989)
- Fivérek és nővérek (1991) (rendező is)
- Bix – Változat egy legendára (1991) (rendező és producer is)
- Magnificat (1993) (rendező is)
- A gyermekkori barát (1994)
- Szerelmi vallomások (1994) (rendező is)
- Fesztivál (1996) (rendező is)
- A bűvös árkánum (1996) (rendező is)
- Johanna nőpápa (1997)
- A vőlegény tanúja (1998) (rendező is)
- Az angyalok útja (1999) (rendező is)
- Lovagok hőstette (2001) (rendező is)
- Máshol jár a szív (2003) (rendező is)
- Karácsonyi visszavágó (2004) (rendező is)
- Amikor jönnek a lányok (2005) (rendező is)
- A második nászéjszaka (2005) (rendező is)
- Kerítő nővérek (2007) (rendező is)
- A rejtekhely (2007) (rendező is)
- Giovanna apja (2007) (rendező és producer is)
- Örök fiatalság (2010) (rendező is)

### Producerként
- A polgármester (1996)

## Díjai
- Az olasz filmkritikusok Ezüst Szalag díja (1984, 1990, 1997, 2011)
- David di Donatello-díj (1990, 2003)
- Luchino Visconti-díj (1995)
- brüsszeli Ezüst Holló-díj (1998)
- Golden Globe-díj (2006, 2009)